# Hlaváček roční
Hlaváček roční (Adonis annua) je druh rostliny z čeledi pryskyřníkovitých. Někdy byl též nazýván jako ohníček roční, ohníček podzimní, hlaváček podzimní nebo hlaváčkovec podzimní.

## Popis
Jedná se o jednoletou rostlinu dorůstající nejčastěji výšky 25–60 cm. Lodyha je přímá, jen v horní části chudě větvená, rýhovaná, lysá. Listy jsou střídavé, vícenásobně zpeřené, dolní jsou řapíkaté, horní listy jsou pak přisedlé. Prostřední úkrojek bývá na vrcholu dvou až třízubý. Čepele je rozčleněná ve velmi úzké úkrojky, cca 0,2–0,6 mm široké. Květy jsou jednotlivé a mají asi 1,5–3,5 cm v průměru. Kališních lístků je 5, jsou odstálé od koruny, široce vejčité, lysé. Korunních lístků bývá 6–10, jsou zpravidla tmavě červené (zřídka světle červené), na bázi často s tmavou skvrnou, jsou široce vejčité, nejčastěji 9–10 (zřídka až 15) mm dlouhé. Kvete v květnu až v září. Plodem je nažka, která je asi 3–5,5 mm dlouhá, s dolíčkatými prohlubeninami, na vrcholu zakončená krátkým zakřiveným zobánkem, cca 0,5 mm dlouhým. Nažky jsou uspořádány do souplodí. Počet chromozómů je 2n=32.

## Rozšíření
Hlaváček roční roste přirozeně ve Středomoří a jižní Evropě, zasahuje až po severní Francii, dále roste v Malé Asii a v severní Africe. Pěstovaný a zdomácnělý je však i jinde, také v Severní Americe. V České republice to je pěstovaná okrasná letnička, výjimečně může zplaňovat.

## Možnosti záměny
Podobným druhem je hlaváček letní (Adonis aestivalis), který však má užší korunní lístky, světlejší odstín barvy korunních lístků, jsou spíš cihlově červené, nikoliv tmavě červené. Hlaváček plamenný (Adonis flammea) má také užší korunní lístky a kališní lístky má vně chlupaté.